# Kwanika Range
Kwanika Range är ett berg i Kanada.   Det ligger i provinsen British Columbia, i den centrala delen av landet, 3 600 km väster om huvudstaden Ottawa. Toppen på Kwanika Range är 1 754 meter över havet, eller 80 meter över den omgivande terrängen. Bredden vid basen är 1,3 km.
Terrängen runt Kwanika Range är huvudsakligen kuperad, men västerut är den bergig. Trakten runt Kwanika Range är nära nog obefolkad, med mindre än två invånare per kvadratkilometer.. Det finns inga samhällen i närheten. 
I omgivningarna runt Kwanika Range växer i huvudsak barrskog.